# Coccinella (software)
Coccinella é um cliente IM (mensageiro instantâneo) compatível com o protocolo XMPP.